# Friend or Foe
Friend or Foe è un singolo del duo musicale russo t.A.T.u., pubblicato il 27 dicembre 2005 come secondo estratto dal secondo album in studio in lingua inglese Dangerous and Moving.
Per la produzione della canzone, le t.A.T.u hanno collaborato con alcuni grandi nomi del mondo rock: Dave Stewart ha aiutato a scrivere il singolo, Sting suona il basso nella traccia e Bryan Adams è autore della copertina.

## Descrizione
La canzone è stata scritta da Martin Kierszenbaum e Dave Stewart ed è stata prodotta da Kierszenbaum e Robert Orton. Il testo del brano risulta piuttosto ambiguo: parla di un amore ormai scomparso che porta a chiedersi se l'ex partner sia adesso un amico o un nemico.

## Video musicale
Il video musicale, diretto da James Cox e prodotto da Billy Parks, è stato girato il 16 e 17 ottobre 2005 nei sobborghi di Los Angeles, nelle Bronson Caves (famose per essere state il set di diversi film western e della serie televisiva originale di Batman) a Hollywood dalla 1171 Production Group. La compagnia aveva già lavorato precedentemente con le t.A.T.u. per i video di All About Us e Ljudi invalidy, oltre ad avere esperienza con artisti quali Eminem e Céline Dion. 
Nelle scene, Lena Katina e Julia Volkova, entrambe vestite in nero, guidano verso le grotte a bordo di una Chevrolet Chevelle. Julia schiocca le dita e la musica parte, quindi le ragazze cominciano a cantare di fronte ad una folla di fan che balla freneticamente al ritmo della canzone. Le due ragazze si scambiano occhiate complici. Verso la fine, Julia arresta la musica e scende dal palco, avvicinandosi a un pianoforte, che inizia a suonare. Una volta finito, la musica riparte e lei e Lena tornano a cantare il resto della canzone.
In Italia il video è stato presentato in anteprima esclusiva a TRL il 25 novembre 2005. Un Making of del video è stato inserito nel DVD del The Best.

## Tracce
CD maxi single (Europa)
1. Friend or Foe (Single Version) – 3:06
2. Friend or Foe (L.E.X. Global Oxygen Edit) – 3:28
3. Friend or Foe (Morel's Pink Noise Mix) – 6:54
4. Friend or Foe (CC) (Video)

CD maxi single Francia (edizione limitata)
1. Friend or Foe (Glam As You Mix di Guéna Lg) – 7:15
2. Friend or Foe (Lenny Bertoldo Club Mix) – 7:31
3. Friend or Foe (L.E.X. Massive Dub) – 7:54
4. Friend or Foe (Morel'S Pink Noise Dub) – 6:53
5. Friend or Foe (Lenny Bertoldo Dub) – 8:19

UK CD maxi single
1. Friend or Foe (Radio Edit) – 3:07
2. All About Us (Sunset In Ibiza Radio Mix di Guéna LG) – 4:24
3. Friend or Foe (Morel's Pink Noise Mix) – 6:54
4. Friend or Foe (Video)

UK CD single (seconda edizione)
1. Friend or Foe (Radio Edit) – 3:07
2. Not Gonna Get Us (Radio Edit) – 3:36

CD single Europa (edizione da due tracce)
1. Friend or Foe (Single Version) – 3:06
2. Friend or Foe (L.E.X. Global Oxygen Edit) – 3:28

The Remixes
1. Friend or Foe (L.E.X. Club Mix)
2. Friend or Foe (L.E.X. Global Oxygen Mix)
3. Friend or Foe (Morel's Pink Noise Mix)
4. Friend or Foe (Lenny B Club Mix)
5. Friend or Foe (L.E.X. Massive Club Edit)
6. Friend or Foe (L.E.X. Global Oxygen Edit)
7. Friend or Foe (Morel's Pink Noise Radio Edit)
8. Friend or Foe (Lenny B Club Radio Edit)
9. Friend or Foe (L.E.X. Massive Dub)
10. Friend or Foe (Morel's Pink Noise Dub)
11. Friend or Foe (Lenny B Dub)
12. Friend or Foe (Glam As You Mix)
13. Friend or Foe (Glam As You Radio Mix)

## Successo commerciale
Friend or Foe è stato l'ultimo singolo del duo a entrare in classifica nel Regno Unito, dove ha esordito alla posizione numero 48 della UK Singles Chart il 18 febbraio 2006. Il brano si è inoltre classificato al 34º posto nella Irish Singles Chart e al 33º nella Official Scottish Chart.
In Europa ha segnato la top-ten in Ungheria, al terzo posto, e in Belgio, alla stessa posizione nella classifica Ultratip 100 fiamminga. In Italia il singolo ha debuttato nel febbraio 2006 alla posizione numero 17 e ha raggiunto il sedicesimo posto nella classifica durante la terza settimana di permanenza, rimanendovi complessivamente per sette settimane. Nel resto d'Europa la canzone è riuscita a distinguersi meno, mentre ha riscosso maggior successo nei Paesi asiatici e in America Latina.

## Classifiche

### Classifiche settimanali
| Classifica (2006) | Posizione massima |
| ----------------- | ----------------- |
| Belgio (Fiandre)  | 53                |
| Belgio (Vallonia) | 27                |
| Irlanda           | 34                |
| Italia            | 16                |
| Paesi Bassi       | 89                |
| Regno Unito       | 48                |
| Repubblica Ceca   | 12                |
| Russia            | 13                |
| Svizzera          | 75                |
| Ucraina           | 95                |
| Ungheria          | 3                 |

### Classifiche di fine anno
| Classifica (2006) | Posizione |
| ----------------- | --------- |
| Russia            | 48        |
| Ungheria          | 70        |

## Date di pubblicazione
| Paese       | Data            | Formato                       | Etichetta  | Nota   |
| ----------- | --------------- | ----------------------------- | ---------- | ------ |
| Italia      | 6 febbraio 2006 | Download digitale             | Interscope | [ 15 ] |
| Regno Unito | 6 febbraio 2006 | CD                            | Interscope | [ 16 ] |
| Europa      | 10 marzo 2006   | CD                            | Interscope | [ 17 ] |
| Italia      | 20 marzo 2006   | Download digitale multi-track | Interscope | [ 15 ] |

## In altri media
Il brano Friend or Foe è comparso nella terza stagione di Laguna Beach, programma di MTV.